# Myosotis albiflora
Myosotis albiflora es una especie de planta Angiospermae de la familia Boraginaceae, nativa del sur de Chile y Argentina, que fue descrita por Joseph Banks y Daniel Solander en el libro de Joseph Dalton Hooker del siglo XIX Flora Antarctica. Plantas de esta especie de nomeolvides son perennes y tienen corolas blancas. Es una de dos especies nativas de Myosotis en el extremo meridional de Sudamérica. La otra es M. antarctica.

## Taxonomía y etimología
Myosotis albiflora Banks & Sol. ex. Hook.f. forma parte de la familia Boraginaceae. La especie fue descrita en el año 1846 por Joseph Banks y Daniel Solander en la publicación de Joseph Dalton Hooker Flora Antarctica. M. albilfora está más parecida morfológicamente a M. tenericaulis, una especie rastrera, bracteada y endémica de Nueva Zelanda, pero se distingue de ésta en los frutos más grandes, estilos que son usualmente más cortos que el cáliz (en flor), y estambres más largos.
El tipo nomenclatural de Myosotis albilfora fue recolectado en Tierra del Fuego, Argentina, y está depositado en el Museo de Historia Natural en Londres, Inglaterra.
El epíteto específico, albiflora, deriva del latín (albus, blanco; floris, flor) y hace referencia a sus corolas blancas.

## Filogenía
En los análisis filogenéticos de marcadores estándares de secuenciación (ADN ribosómico nuclear y regiones de ADN chloroplástico), se demostró que Myosotis albiflora forma parte del linaje monofilético de Myosotis del hemisferio sur. Dentro del linaje del hemisferio sur, las relaciones entre las especies no fueron resueltas de forma satisfactoria.

## Descripción
Las plantas de Myosotis albiflora conforman rosetas únicas. Cada roseta tiene 1 a 17 hojas y cada hoja tiene pecíolos de 6 a 30 mm de largo. Las láminas de las hojas de la roseta miden 7 a 39 mm de largo por 3 a 12 mm de ancho (proporción largo: ancho 1.8–3.6: 1), son elípticas, oblanceoladas o estrechamente obovadas, más anchas en el medio o sobre éste, con un ápice obtuso. La superficie superior de la hoja está densamente cubierta de pelos rectos, adpresos, antrorsos (orientados hacia delante), orientados en ángulo respecto de la vena central. La superficie superior de la hoja está escasamente cubierta de pelos rectos, adpresos, antrorsos, paralelos a la vena central. Cada roseta tiene 4 a 15 inflorescencias rastreras, expansivas, con o sin ramas, bracteadas, ascendentes o prostradas, de 7 a 23 cm de largo. Las brácteas son similares a las hojas de roseta en cuánto a la forma y los pelos, pero son más pequeñas, y se vuelven más pequeñas y sésiles hacia la punta de la inflorescencia. Puede haber hasta 15 flores en cada inflorescencia, y cada flor tiene un pedicelo y una bráctea (pero la flor está a menudo bajo la axila). El cáliz es de 2–3 mm de largo en flor y de 2–4 mm de largo en fruto, lobado a más de la mitad de su largo, y densamente cubierto de pelos cortos, rectos o sinuosos, antrosos, adpresos. La corola es blanca y mide hasta 5 mm en diámetro, con un tubo cilíndrico, con pétalos que son ampliamente elípticos, ovados o muy ampliamente ovados y planos, y con fornículos pequeños que alternan con los pétalos. Las anteras están plenamente incluidas dentro del tubo de la corola, o a veces en parte extendidas, y las puntas de las anteras apenas llegan a la altura de los fornículos. Los frutos son 4 clusas, lisas, relucientes, de color marrón claro a medio-oscuro y de 1,8 a 2,1 mm de largo por 1,2 a 1,4 mm de ancho y estrechamente a ampliamente ovoides en su forma.
El polen de M. albiflora es del tipo de M. australis. No obstante, el polen de las tres muestras incluidas en un estudio de polen era morfológicamente variable y se considera que forma una transición (Übergang) entre distintos tipos de polen.
Se desconoce el número de cromosomas de M. albiflora.
Florece y da frutos desde diciembre a marzo.

## Distribución y hábitat
Myosotis albiflora es una planta nativa del sur de América del sur. Se encuentra en Chile (Aisén y Magallanes) y Argentina (Tierra del Fuego), de 0–50 m sobre el nivel del mar, en humedales, áreas costeras, arena o piedras, cerca de playas, arroyos, o cascadas.

## Estado de conservación
Myosotis albiflora no está incluida en la Lista Roja de la UICN. Se cuenta con pocas colectas de esta especie y poca información sobre el tamaño de sus poblaciones. Las etiquetas de algunos especímenes de herbario indican que la planta es escasa o estaba presente esparcidamente allí donde se efectuó la colecta.